# Danske Institut i Athen
Das Danske Institut i Athen (griechisch Ινστιτούτο της Δανίας στην Αθήνα, kurz DIA)  ist eines von 17 ausländischen archäologischen Instituten in Griechenland, die alle ihren Hauptsitz in Athen haben.

## Geschichte und Aufgaben
Das Institut wurde 1992 gegründet und vom griechischen Kultusministerium in den Rang einer „Archäologischen Schule“ erhoben. Es ist eine Non-Profit-Organisation, deren Träger der dänische Staat, das Dänische Nationalmuseum sowie die Universitäten Aarhus, Kopenhagen und die Süddänische Universität sind. Geleitet wird das Institut derzeit von Kristina Winther-Jacobsen.
Die Aufgabe des Instituts ist es, Forschungen zur Archäologie, Geschichte, Literatur, Architektur, Kunstgeschichte und Kultur Griechenlands sowie zur Neugriechischen Philologie zu betreiben und zu unterstützen. Neben archäologischer Feldarbeit organisiert das Institut Lesungen, Konzerte und Ausstellung in zweijährigem Rhythmus. Dänischen Doktoranden bietet es Konferenzen, Seminare und Weiterbildungen an.

## Liste der Direktoren
- Søren Dietz (1992–1997)
- Signe Isager (1997–2001)
- Jørgen Mejer (2001–2003)
- Erik Hallager (2004–2010)
- Rune Frederiksen (2010–2015)
- Kristina Winther-Jacobsen (seit 2015)

## Einrichtungen und Forschungen
Das Institut betreibt zusammen mit den archäologischen Instituten der Schweden, der Norweger und der Finnen die 1996 gegründete Nordic Library at Athens, die etwa 40.000 Bände zur Archäologie Griechenlands und zur Alten Geschichte umfasst. Darüber hinaus bewahrt es das vollständige persönliche Archiv des 1991 gestorbenen griechischen Dichters und Schriftstellers Dimitris Christodoulou auf.
An archäologischen Untersuchungen in Form von Surveys oder Ausgrabungen ist oder war das Institut in Kato Vasiliki (dem antiken Chalkis in Aitolien), in Kalydon, in Kattavia auf Rhodos und auf Kephalonia beteiligt. Bedeutend sind vor allem seine Forschungen im Rahmen des vom Institut initiierten Seehafenprojekts im Piräus.

## Publikationen
Das Institut gibt seit 1995 die unregelmäßig zweijährlich erscheinende Zeitschrift Proceedings of the Danish Institute at Athens heraus, die Studien dänischer Wissenschaftler zu griechischen Themen veröffentlicht und über die eigenen Forschungen des Instituts informiert. Der Schwerpunkt liegt hierbei auf Themen des antiken Griechenlands, doch werden auch weitergehende und nachantike kulturelle Aspekte berücksichtigt. Seit 1997 erscheinen in der Reihe Monographs of the Danish Institute at Athens Monographien und Kongressbände.